# Vol Nigeria Airways 925
Le 20 novembre 1969, le vol Nigeria Airways 925, en provenance de Londres, s'écrase à l'approche de l'aéroport de Lagos, tuant la totalité des 87 passagers et membres d'équipage de l'avion.

## Le vol
L'avion est un Vickers VC10, immatriculé 5N-ABD. Cet appareil encore récent (sorti d'usine en 1962), portant le numéro de série 804, a d'abord été utilisé par la BOAC avant d'être racheté par Nigeria Airways, il ne volait aux couleurs de cette compagnie que depuis trois mois. Il effectuait une liaison de Londres-Heathrow vers l'Aéroport international Murtala-Muhammed (Lagos), avec deux arrêts intermédiaires à Rome Ciampino et à l'Aéroport international Mallam Aminu Kano (au nord du Nigeria). Le commandant de bord, Val Moore, Néo-zélandais de 56 ans, vient lui aussi de la BOAC, c'est un vétéran de la Seconde Guerre mondiale. 

## L'accident
À l'approche de l'atterrissage, train et volets sortis, l'avion percute la cime des arbres, 13 km avant la piste. L'aile gauche se brise et l'avion s'écrase brutalement, ne laissant aucun survivant. C'est le premier VC10 à être détruit dans un accident.
L'aéroport n'était pas équipé pour l'approche aux instruments. Les causes de l'accident sont difficiles à déterminer, d'autant que l'avion n'a pas d'enregistreur de vol. Trois armes automatiques sont découvertes dans les décombres de l'avion, ce qui alimente l'idée d'une fusillade à bord (d'autant que l'accident a lieu en pleine guerre du Biafra), mais l'étude des armes montre qu'aucune n'a été utilisée. Les causes exactes de l'accident restent inconnues, une erreur de pilotage aussi grossière étant difficile à imaginer de la part d'un équipage expérimenté.